# Nicrophorus guttula
Nicrophorus guttula – gatunek chrząszcza z rodziny omarlicowatych.
Chrząszcz o ciele długości od 12,2 do 20 mm. Pierwszy człon buławki czułków ma pomarańczowy, smolisty lub czarny, kolejne natomiast zawsze pomarańczowe, a przedostatni wykrojony na zewnętrznej krawędzi. Przedplecze ma sercowate, z głębokim wklęśnięciem poprzecznym na przedzie, o wąsko rozszerzonych brzegach bocznych i szerokim brzegu podstawowym. Na każdej pokrywie występują zwykle dwie poprzeczne plamy barwy pomarańczowej, często pośrodku połączone, a przednia zwykle sięgająca szwu. Wtórnie plamy te mogą ulegać jednak redukcji, aż do całkowitego zaniku. Epipleury pokryw czarno-pomarańczowe. Przód przednich bioder porastają szczecinki nie krótsze niż na barkach. Zapiersie i metepimeron porastają żółte włoski.
Owad padlinożerny, ale imagines spotykane też na odchodach. Zasiedla suche lasy, prerie i pustynie.
Gatunek nearktyczny. Rozprzestrzeniony od południowej Kolumbii Brytyjskiej, Alberty i Saskatchewan przez zachodnią część Stanów Zjednoczonych po Kalifornię Dolną w Meksyku.